# Ayoub Azzi
Ayoub Azzi (en arabe : أيوب عزي) est un footballeur international algérien né à Ouargla, en Algérie, le 14 septembre 1989. Il évolue au poste de défenseur.

## Biographie
Il s'impose dès son arrivée au mouloudia et devient un titulaire indiscutable au sein de l'effectif des algérois, et participe à la Ligue des champions d'Afrique et à la Coupe de la confédération avec l'équipe.
Il joue son premier match en équipe d'Algérie le 9 mai 2018, contre la Arabie saoudite (score : 0-2).

## Palmarès
| MC Alger - Championnat d'Algérie : - Vice-champion : 2016-17. - Coupe d'Algérie (1) : - Vainqueur : 2015-16. - Supercoupe d'Algérie (1) : - Vainqueur : 2014. - Finaliste : 2016. |  | Al-Arabi SC - Coupe du Qatar - Finaliste : 2020 |

## Matches internationaux
Le tableau suivant liste les rencontres de l'équipe d'Algérie dans lesquelles Ayoub Azzi a été sélectionné depuis le 9 mai 2018 jusqu'à présent.
| Matchs internationaux de Ayoub Azzi | Matchs internationaux de Ayoub Azzi | Matchs internationaux de Ayoub Azzi       | Matchs internationaux de Ayoub Azzi | Matchs internationaux de Ayoub Azzi | Matchs internationaux de Ayoub Azzi | Matchs internationaux de Ayoub Azzi |
|                                     | Date                                | Lieu                                      | Adversaire                          | Score                               | Compétition                         | Notes                               |
| ----------------------------------- | ----------------------------------- | ----------------------------------------- | ----------------------------------- | ----------------------------------- | ----------------------------------- | ----------------------------------- |
| 1                                   | 9 mai 2018                          | Estadio Ramón de Carranza, Cadix, Espagne | Arabie saoudite                     | 0 - 2                               | Match amical                        | Titulaire.                          |